# Ben Arous
Ben Arous (en árabe: بن عروس) es una localidad ubicada al sur de la ciudad de Túnez (capital de Túnez) y la capital de la gobernación del mismo nombre. La municipalidad contaba con 74 932 habitantes en 2004 y se encuentra en una superficie de 1 400 hectáreas, de las cuales 400 corresponden a zonas industriales.

## Historia
La llanura de Sidi Fathallah recibe el nombre de un santo musulmán muerto en 1444 y tiene la reputación de curar la infertilidad en las mujeres. En este lugar inicialmente se construyó un templo musulmán alrededor del cual se edificó la aldea, cerca de la cual cruza la carretera que va desde Túnez hasta Susa. Esta llanura se extiende desde la montaña Jebel Kharrouba y las colinas en donde se encuentran las ciudades de Mégrine y Radès. La región es conocida como el escenario en donde se desarrolló la Batalla de Ad Decimum, la cual puso fin a la dominación de los vándalos, con la victoria del general bizantino Belisario, el 13 de septiembre de 533.
Después de la Primera Guerra Mundial, Ben Arous recibió el nombre de Fochville en su parte superior y Ben Arous al noreste de la línea del ferrocarril. La primera parte está poblada principalmente por empleados de la empresa de trenes de Túnez, cuya sede principal se encuentra en Sidi Fathallah, mientras que la segunda está poblada principalmente por pequeños comerciantes, empleados e inmigrantes que trabajan en la ciudad de Túnez, algunos de los cuales adquirieron la nacionalidad francesa. La llanura entre Ben Arous y Mégrine, al noreste, y las colinas entre Bir Kassâa y la carretera Zaghouan al sureste están ocupadas principalmente por cultivos de cereales y viñedos.
Actualmente esta llanura situada en las afueras de Túnez tiene un carácter netamente industrial y en ella tienen sede muchas plantas de procesamiento de alimentos y numerosos talleres ferroviarios y de automóviles, los cuales han favorecido la construcción de urbanizaciones.

## Hermanamientos
La ciudad de Ben Arous está hermanada con Saint-Étienne (Francia) desde el 26 de enero de 1994.